# Audax Italiano La Florida

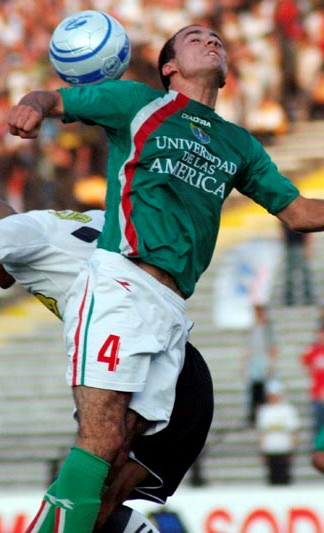
Audax Italianos traditionella grönvita färger.

Audax Italiano La Florida, oftast enbart Audax Italiano och tidigare Audax Club Sportivo Italiano, är en chilensk fotbollsklubb från kommunen La Florida i huvudstaden Santiago. Klubben bildades av italienska invandrare den 30 november 1910 och spelar i grönvita dräkter med röda detaljer (Audax Italiano spelar alltså i Italiens färger). Klubbens hemmamatcher spelas på den år 2008 ombyggda och renoverade Estadio Bicentenario de La Florida. Den ursprungliga stadion byggdes 1986 men revs 2008, då en helt ny multistadion uppfördes inför U20-VM i fotboll för damer 2008. Den nya arenan har en kapacitet på 12 000 åskådare. Audax Italiano är ett av tre stora invandrarlag från Santiago och har en rivalitet med de andra två, Unión Española och Palestino, och matcherna mellan lagen kallas "clásico de colonias" (på svenska ungefär "koloni-derbyt").
Audax Italiano har vunnit den högsta divisionen i Chile, Primera División, vid fyra tillfällen (1936, 1946, 1948 och 1957) och har även vunnit föregångaren till Copa Chile, Campeonato de Apertura, vid ett tillfälle (1941). Klubben deltog i den första säsongen av Primera División, som spelades 1933, och spelade där ända till säsongen 1971 då klubben för första gången åkte ur den högsta serien. Klubben har även deltagit i både Copa Libertadores (två gånger), Copa Sudamericana (en gång) och även i föregångaren till Copa Sudamericana, Copa CONMEBOL (en gång).

## Mästerskapstitlar
- Primera División de Chile: 4

1936, 1946, 1948, 1957
- Campeonato de Apertura: 1

1941